# استفان آرنت
استفان آرنت (آلمانی: Stefan Arndt؛ زادهٔ ۲۸ اوت ۱۹۶۱ nv مونیخ) یک تهیه‌کننده اهل آلمان است. وی یکی از مدیران و شرکای شرکت ایکس فیلم کریتیو پول (به انگلیسی: X Filme Creative Pool) است که با همراهی تنی چند از دوستان به نام تام تیکور، ولفگانگ بکر و دنی لوی پایه‌گذاری شد. ایکس فیلم از موفق‌ترین و معروف‌ترین شرکت‌های فیلم‌سازی آلمانی به شمار می‌رود. وی به عنوان مدیر ارشد شرکت، در تولید آثار سینمایی بسیاری نقش مستقیم داشته است. وی تهیه‌کنندهٔ فیلم‌های اطلس ابر، تنها در برلین  و تابستان در برلین می‌باشد.

## جایزه‌ها
- ۱۹۹۸ جایزهٔ فیلم باواریا، بهترین تهیه‌کننده.[۱]
- ۲۰۱۳ جایزهٔ فیلم باواریا، بهترین برای فیلم اطلس ابر